# Улица Марата (Мурманск)
У́лица Мара́та — улица, параллельно пересекающая сразу два проспекта Мурманска из четырёх.

## География
Берёт своё начало в северной части города, в распадке между Каменным плато и Петушиной сопкой. Движется в южном направлении, пересекает проспект Кирова и упирается в основную транспортную артерию города — проспект Ленина.

## Происхождение названия
4 января 1932 года улица была названа в честь Жан-Поля Марата, лидера якобинского движения во время французской революции 1789—1794 годов.

## Здания и сооружения
В настоящее время на улице расположены:
- городское пассажирское автотранспортное предприятие (с 1991 года — АО «Такси»)
- госпиталь Северного флота
- диско-бар «Шуры-Муры»
- детский дом № 5
- Коррекционная школа-интернат № 2

## Пересекаемые улицы
С севера на юг:
- Улица Фрунзе
- Советская улица
- проспект Кирова
- проспект Ленина